# 郭磊庄站
郭磊庄站，位于河北省张家口市万全县郭磊庄镇，建于1909年。离北京站234公里，离包头站598公里。距上行车站王玉庄站9公里，距下行车站柴沟堡站14公里。该站隶属北京铁路局。办理客运业务和货运业务，为三等车站。